# Epígons
|  | No s'ha de confondre amb Epígons (poema). |

Els epígons (en grec antic Ἐπίγονοι) són els descendents dels set cabdills que van participar en la primera expedició contra Tebes. La primera campanya contra la ciutat va acabar amb la mort de gairebé tots els herois. La segona, a càrrec dels epígons, va finalitzar amb la presa de Tebes.
Deu anys després de la primera expedició, els fills dels herois caiguts a Tebes, van voler venjar els seus pares. Van consultar l'oracle, que els va pronosticar la victòria si portaven com a cabdill Alcmeó, fill d'Amfiarau. Aquest va acceptar el nomenament a contracor, convençut per la seva mare Erifile, subornada pel regal de Tersandre, fill de Polinices, que li donà el collaret d'Harmonia. Van participar en la campanya els dos fills d'Amfiarau, Alcmeó i Amfíloc; el fill d'Adrast, Egialeu; el fill de Tideu, Diomedes; el fill de Partenopeu, Pròmac; el fill de Capaneu, Estènel; el fill de Polinices, Tersandre; i el fill de Mecisteu, Euríal. Aquesta és la llista que dona Apol·lodor. Higí no esmenta a Amfíloc, ni a Euríal ni a Pròmac, però afegeix Tlesímen i Biant, fills de Partenopeu i de la nimfa Clímene, i Polidor, fill d'Hipomedont.
Els epígons van començar la lluita saquejant les petites poblacions al voltant de Tebes. Quan els tebans els van sortir al pas encapçalats per Laodamant, fill d'Etèocles, va tenir lloc la lluita de Glisas. Laodamant va matar Egialeu, però va ser mort per Alcmeó. Durant la nit, i seguint els consells de l'endeví Tirèsias que havia vingut des de l'Hades, els tebans van enviar un herald als argius per tractar de la fi de les hostilitats, i mentrestant van pujar als carruatges amb les dones i els nens i van abandonar la ciutat. Els epígons la van ocupar l'endemà en veure-la sense ningú, i la van saquejar i van enderrocar les muralles.. Una part del botí va ser enviat a Manto, la filla de Tirèsias i una altra, la major part, consagrada a Apol·lo, a Delfos. Aquesta gesta fou objecte de diversos poemes tràgics i els set epígons van tenir una estàtua a Delfos. Sòfocles va escriure sobre el tema una obra de la que només se'n conserven fragments, Els epígons.
Com a conseqüència d'aquests fets llegendaris, el mot epígons va ser el nom aplicat pels grecs als hereus o descendents, però s'aplicà específicament als fills o nets dels diàdocs, és a dir, els primers descendents dels generals d'Alexandre el Gran que es van repartir l'imperi. Els epígons més destacats són:
- Cassandre
- Demetri Poliorcetes
- Ptolemeu II Filadelf
- Antíoc I Sòter